# Lindner Traktorenwerk

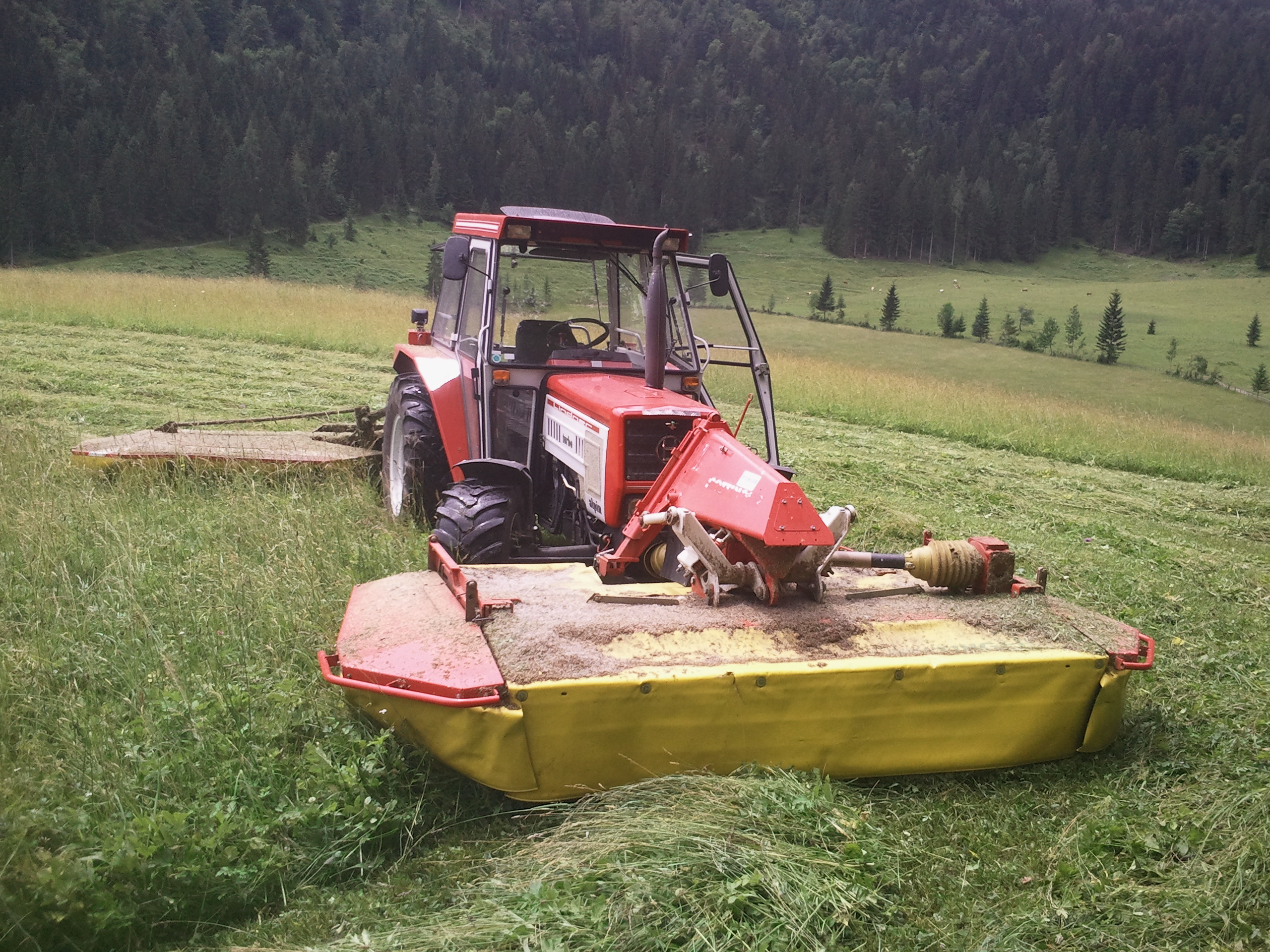
Lindner 1600 (Baujahr 1996) mit Mähwerken

Die Lindner Traktorenwerk GmbH ist ein österreichisches Familienunternehmen mit Sitz in Kundl und produziert seit 1948 Traktoren und Transporter für die Berg- und Grünlandwirtschaft, sowie für den Forst- und Kommunaleinsatz. Lindner spezialisierte sich auf geländegängige Spezialfahrzeuge für die Landwirtschaft. So war das Unternehmen der erste Hersteller eines allradgetriebenen Traktors in Österreich.

## Geschichte

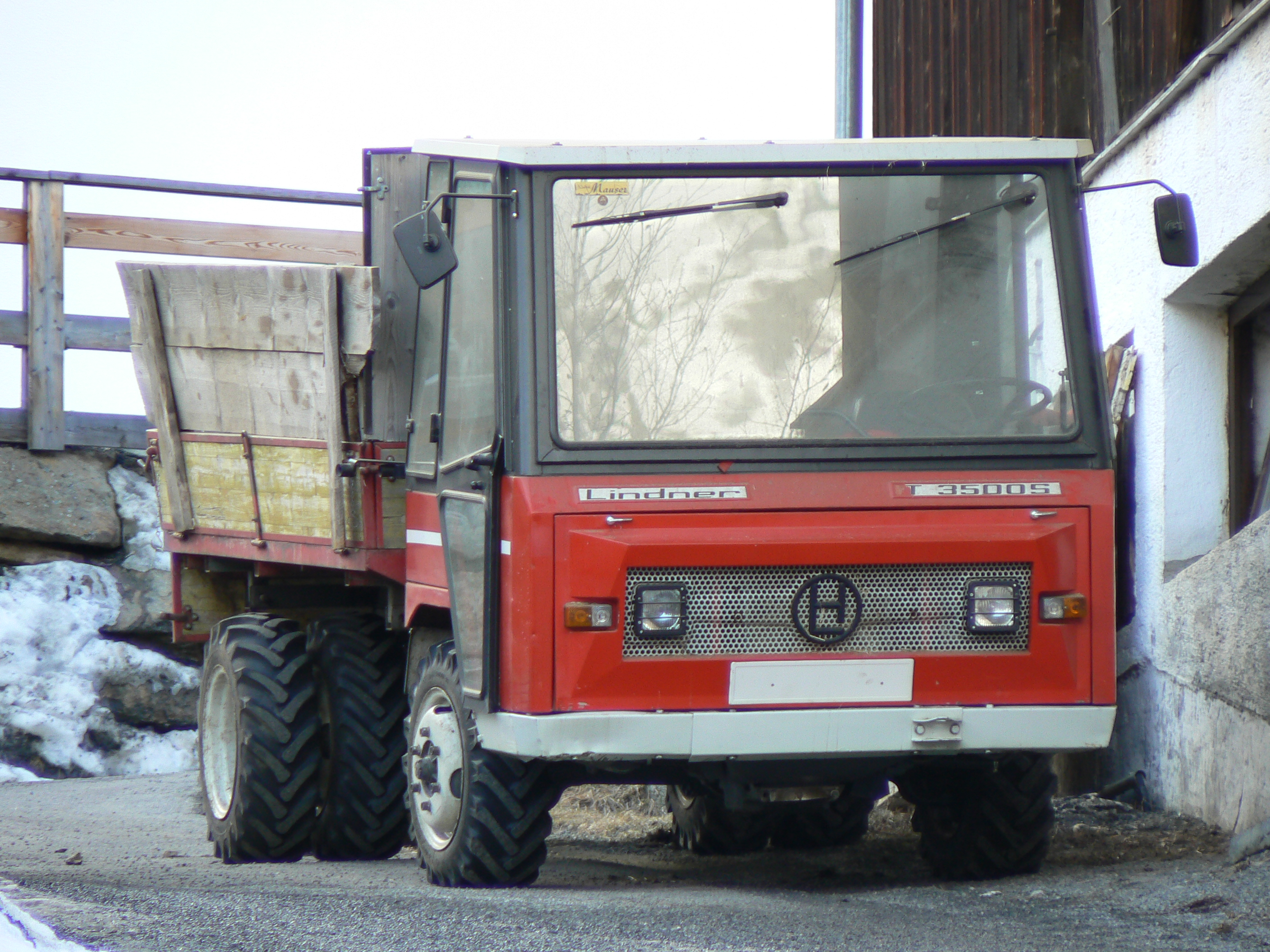
Transporter T 3500 S

Lindner Unitrac 112 LDrive bei der Heuernte

Hermann Lindner wurde am 5. November 1905 in Neustift im Stubaital geboren. Im Zweiten Weltkrieg war er für die deutsche Luftwaffe tätig und entwickelte dabei die gegenläufige Doppelluftschraube, für die er den Ingenieurstitel verliehen bekam. Nach dem Zweiten Weltkrieg gründet er im Jahr 1946 das Unternehmen zur Erzeugung von Gattersägen. Bereits im Jahr 1948 wurde der erste Traktor vom Typ S 14 gebaut, der im selben Jahr auf der Wiener Herbstmesse der Öffentlichkeit vorgestellt wurde. Das 14-PS-Modell stieß auf eine große Nachfrage. Lindner konstruierte weitere Traktormodelle mit Motoren unterschiedlicher Leistung sowie besonderer Ausstattung und legte 1953 mit der Entwicklung des ersten österreichischen Traktors mit Vierradantrieb den Grundstein für den Erfolg des Unternehmens. 1954 verließen täglich zwei solche Allradantrieb-Traktoren mit einem Steigungsvermögen von 65 % den 135-Mann-Betrieb in Kundl. 1956 wurde eine neue Produktionshalle errichtet. Am 19. Oktober 1957 starb Hermann Lindner im Krankenhaus in Wörgl an den Folgen eines schweren Unfalls.
Seine beiden Söhne Rudolf und Hermann Lindner übernahmen die Firma. Im Jahr 1958 zählt man bereits 200 Mitarbeiter und es verlassen bereits ca. 200 Traktoren monatlich das Werk. 1959 wurden die Traktoren mit einer neuen Verkleidung ausgestattet und die erste Serie von Lindner vorgestellt. Die „Bauernfreunde“ waren geboren. Aufgrund ständiger Innovationen und Weiterentwicklungen wurde dem Unternehmen 1995 der „Tiroler Innovationspreis“ verliehen. 2005 verließen dann der 10.000ste Geotrac und der 1.000ste Unitrac das Werk. 2008 eröffnete das Traktorenwerk das neue Technologiezentrum und eine neue Montagehalle. 2013 präsentierte man den ersten Lintrac, der gleichzeitig der erste stufenlose Traktor der Marke ist und außerdem über eine lenkende Hinterachse verfügt. 2014 eröffnete Lindner das neue Innovationszentrum, das als multifunktionales Verkaufs- und Kundencenter mit eigenem Museum dient. 2018 feierte Lindner bereits 70 Jahre Traktorenherstellung und kann auf eine erfolgreiche Zeit zurückblicken. Man zählt mittlerweile über 250 Mitarbeiter und weist eine Exportquote von über 55 % auf.

## Modelle

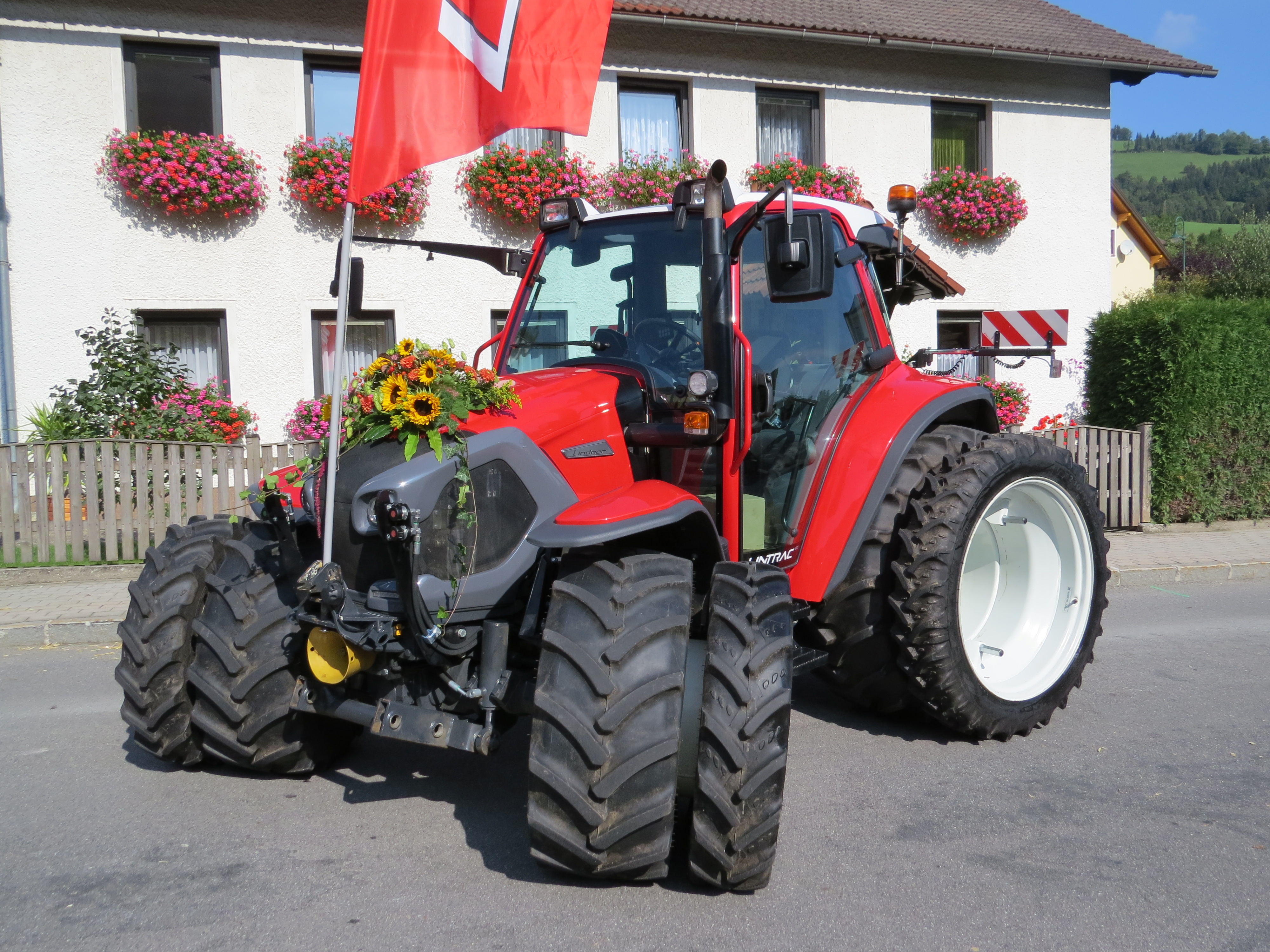
Lindner Lintrac, vor dem Eingangsbereich einer Veranstaltung in Frankenfels, Niederösterreich

Das erste Traktorenmodell der Marke Lindner war der Lindner S 14 mit 14 PS, der im Jahr 1948 erstmals das Werk verließ.
1950 wurde erstmals ein wassergekühlter Jenbacher-Dieselmotor mit 20 PS eingebaut, das Modell JW 20. Diese prächtigen, mit wassergekühlten, liegenden Einzylinder-Motoren ausgerüsteten Traktoren prägten für viele Jahre das Bild, das der Bauer vorn Lindner-Traktor hatte: einfach, stark, zuverlässig.
1953 wurde der erste österreichische Traktor mit Allradantrieb präsentiert, der HL 1953. Er war äußerst fortschrittlich und seiner Zeit so weit voraus, dass er keinen kommerziellen Erfolg hatte. Er besaß einen wassergekühlten 2-Zylinder-2-Takt-Dieselmotor mit 35–40 PS (konstruiert von H. List, gebaut von den Jenbacher Werken) und einen hydrostatischen Vorderradantrieb (der im rauen Versuchsbetrieb leider nicht die erforderliche Zuverlässigkeit aufbrachte). Außerdem wies er 3 Getriebe auf. Bald darauf bot Lindner allerdings manche seiner Traktoren wahlweise mit konventionellem, mechanischem Allradantrieb an. Anfangs hatten die Motoren nur eine Verdampfungskühlung, doch schon bald wurden sie auf Wunsch auch mit Umlaufkühlung angeboten (die später serienmäßig geliefert wurde).
1954 erschien der erste „Bauernfreund“ (dieser Name – oder seine Abkürzung „BF“ – sollte noch viele Lindner-Traktoren schmücken) auf dem Markt, ausgerüstet mit einem luftgekühlten Warchalowski V-2-Diesel vom Typ SD 21 (Konstruktion: H. List). Er war bereits in Blockbauweise ausgeführt. Während die wassergekühlten 1-Zylinder-Modelle eher einen konservativen, behäbigen Eindruck machten, wirkten die Bauernfreunde mit ihrem modernen, luftgekühlten V-2-Motor fortschrittlich und leicht, was sie auch wirklich waren. Die robusten 1-Zylinder- und die spritzigen 2-Zylinder-Modelle (alle konnten mit Allradantrieb geliefert werden) koexistierten friedlich nebeneinander, bis Lindner 1957 auf luftgekühlte Reihenmotoren eigener Fertigung überging: Der mit einem 2-Zylinder-Motor ausgestattete Bauernfreund BF 14 hatte sogar eine mittels zweier querliegender Blattfedern abgefederte Vorderachse (wie der Steyr 180). Die 15-PS- und 20-PS-Einzylinder-Modelle mit Jenbacher-Motor wurden nur mehr auf besonderen Wunsch geliefert. Bis 1962 gab es luftgekühlte Lindner-Traktoren mit Warchalowski V-Motoren und Lindner-Reihenmotoren. Dann wurden die Modelle mit Warchalowski-Motoren aus dem Erzeugungsprogramm genommen. Um die Produktpalette nach unten abzurunden, bot man ab 1957 den 9 PS leistenden „Junior“ an. Er hatte einen von Lindner gebauten, 1-zylindrigen, wassergekühlten 2-Takt-Diesel und – wie seine großen Brüder – ebenfalls eine Seilwinde. Er wurde bis 1962 gebaut.
1957 wird auf Anregung der Bundesversuchs- und Prüfanstalt Wieselburg der Kleintraktor Lindner Junior HRL 9 mit 9 PS konstruiert.
Die Modelle BF (Bauernfreund) wurden im Jahr 1959 (auch mit Allrad erhältlich) eingeführt. Von den Bauernfreunden waren von den Anfängen an mit den BF 22N und A mehrere PS-Klassen und Modelle über die Jahre erhältlich.
Anfang der 1960er Jahre wurde die Bedeutung der Seilwinde immer geringer, und daher verzichtete Lindner auf die integrierte Seilwinde, auf die man früher so stolz gewesen war, und bot nur mehr Anbauseilwinden an. Ab 1963 wurden in den großen Traktormodellen wassergekühlte Perkins-Motoren eingebaut. Die ersten davon betroffenen Modelle waren die Bauernfreunde BF 45 N und BF 45 A.
1965 wurde der BF 25 N/A mit Lindner-Motor und 8/4-Getriebe (ZF A 205) angeboten. 1967 kam die neue „50er-Serie“ auf den Markt, deren kleinstes Modell (BF 250) einen Lindner-Motor mit 25 PS und deren größtes (BF 450) einen Perkins-Motor mit 45 PS hatte. Im Laufe der Zeit wurde das Angebot beträchtlich erweitert.
Die neue Traktorenserie 450 N und A, 250 N und A wurde 1967 eingeführt.
Der erste Transporter T 3500 folgte im Jahr darauf.
Von 1970 bis 1973 wurden die ZF-Getriebe A 205 und A 210 bei Lindner in Lizenz gefertigt. 1971 gab es eine Typenbereinigung: Die „S-Serie“ kam auf den Markt (BF 350 S, BF 450 S, BF 650 S). Ihre Direkteinspritzer-Motoren waren von Perkins. 1973 wurde der BF 550 S herausgebracht. Ab 1976 wurde die „20er Reihe“ produziert (420 S, 520 S usw.). 1976 wurde mit dem 520S und 620S (beide mit Allrad erhältlich) eine weitere Reihe vorgestellt, die im Herbst des Jahres mit einem 420S ergänzt wurde.
Ab dem Jahr 1985 wurden auch größere Traktortypen der „1000er Reihe“ mit Perkins-Motoren und Steyr-Getrieben mit Motorleistungen von 47 bis 70 PS gebaut. Mit den Lindner 1450, 1500, 1600, 1650 und 1700 war eine völlig neue Traktorengeneration geboren.
1992 wurde der Universaltransporter für die Landwirtschaft – der Unitrac 60 – vorgestellt. Ein leistungsfähiger Motor und das überlegene Fahrwerk garantieren beste Steigeigenschaften und hervorragende Bodenanpassung. Auf den Unitrac 60 folgt 1994 der Unitrac 75K, der speziell für den Kommunaleinsatz entwickelt wurde.
1996 war die Markteinführung der Modelle Geotrac 50, 60, 70 und 80. 1998 wurden die Unitracs 55/65 und 95 eingeführt. 1999 erfolgte die Einführung des Geotracs 100 mit 98 PS. 2001 erfolgte ein Relaunch der Modelle Geotrac 60, 70 und 80 durch die neuen Modelle Geotrac 65, 75 und 85. 2002 erschienen die Modelle Geotrac 83 und 93 mit neuem ZF-Lastschaltgetriebe. 2003 folgte die Vorstellung des Geotrac 73 A auf der Rieder Messe. Dieser ist mit drehmomentstarkem Motor und tiefem Schwerpunkt für extreme („alpine“) Verhältnisse ausgelegt. Im Frühjahr 2004 wird der Geotrac 63 Alpin vorgestellt.
2007 wurde die Geotrac-Serie 4 (106 bis 126 PS) vorgestellt. 2009 präsentierte das Unternehmen neue Unitracs (Unitrac 82) und das erste Modell der Geotrac-Serie 4 Alpin, den Geotrac 94. Die Serie 4 Alpin wurde 2010 mit den Modellen Geotrac 64, 74 und 84 erweitert.
Im Jahr 2012 präsentierte Lindner mit dem 84ep Geotrac den ersten der neuen Geotrac-ep-Reihe. Im folgenden Jahr wurde mit dem Lintrac 90 der erste Traktor mit einem stufenlosen Getriebe von Lindner auf den Markt gebracht. Darüber hinaus verfügen die Lintracs über eine optionale Hinterachslenkung.
2016 präsentierte man den stufenlosen Unitrac 112 LDrive. 2017 kam ein neuer Lintrac 110 heraus, der von weiteren Lintracs (80, 100, 130, 75 LS, 95 LS und 115 LS) gefolgt wurde. Die Lintrac LS-Modelle mit Lastschaltgetrieben sind die Nachfolger der Geotracserie, die mit dem Jahr 2021 ausläuft.

## Lindner heute
Das Lindner Traktorenwerk ist noch immer zu 100 % im Familienbesitz. Lindner hatte in Österreich 2020 einen Marktanteil von 10,3 % (entspricht 365 Stück; Quelle: Statistik Austria / eilbote 45/2021). Zum Vergleich: Marktführer Steyr verkaufte (2020) 695 Stück = 19,6 %. Exportiert werden über 50 % der Produktion. Hauptexportländer sind dabei Deutschland, die Schweiz, Italien, Frankreich, und Slowenien. Darüber hinaus werden auch regelmäßig Fahrzeuge in die Skandinavischen Länder, nach Großbritannien oder nach Kanada exportiert. Mittlerweile verfügt man über mehr als 250 Mitarbeiter und produziert rund 1.200 Fahrzeuge im Jahr.
Am 25. Oktober 2017 stellten bei einer Präsentation vor Pressevertretern die derzeitigen Geschäftsführer Hermann, Stefan und Rudolf Lindner (3. Generation der Familie im Unternehmen) den Traktor Lintrac 110 als größer, moderner und treibstoffeffizienter als der Vorgänger Lintrac 90 vor. Die Entwicklung erfolgte in Kooperation mit ZF Friedrichshafen. Ein Prototyp zeigt autonomes Fahren, für das die rechtlichen Rahmenbedingungen noch fehlen. So kann er etwa einem anderen Fahrzeug folgen oder eine eingelernte Fahrtstrecke oder Arbeit ohne Fahrer wiederholen.

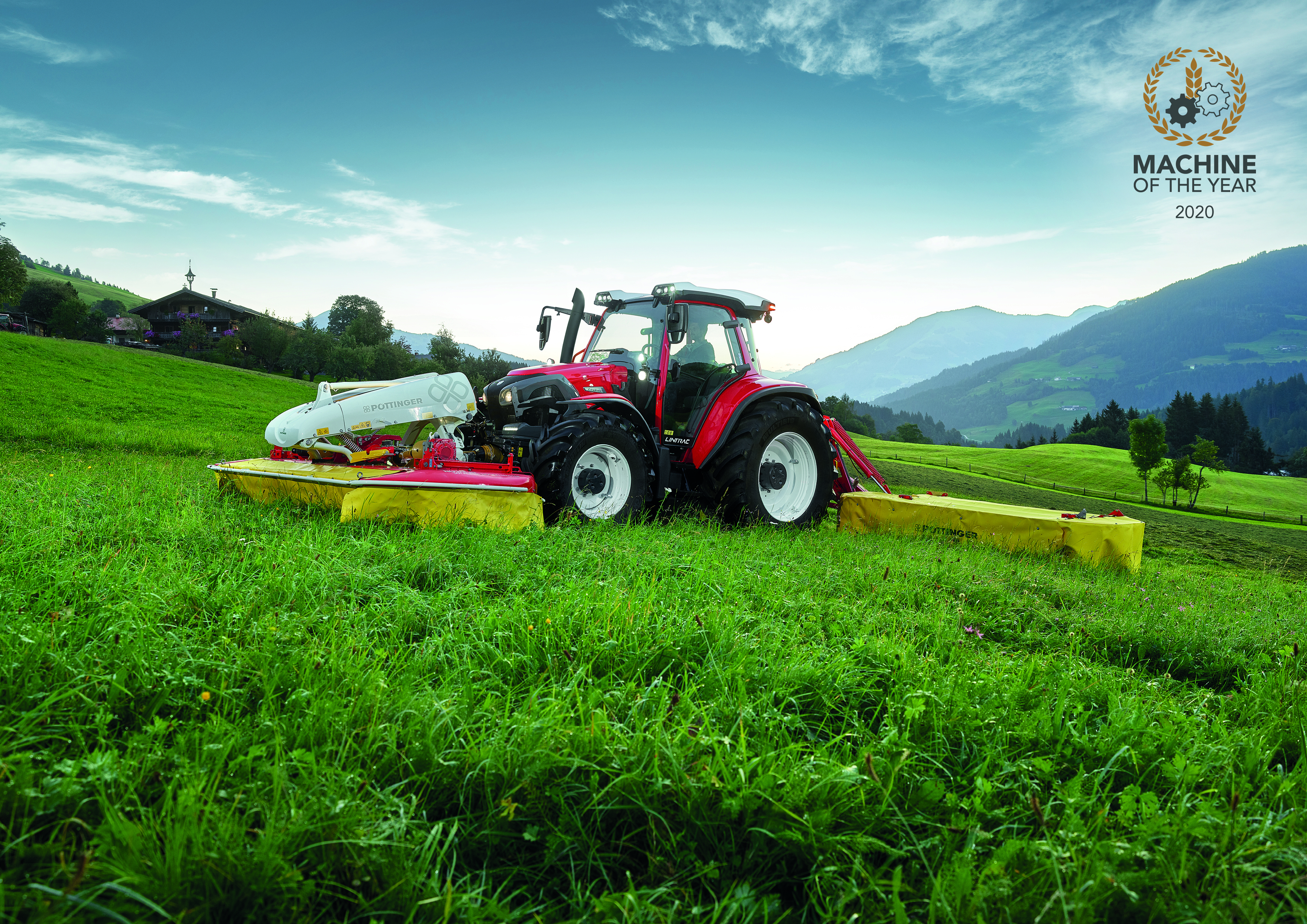
Lindner Lintrac 130, zur Maschine des Jahres ausgezeichnet auf der Agritechnica in Hannover

## Produkte
- Aktuelle Traktoren:
  - Geotrac: 64ep, 74ep, 84ep, 84ep pro, 94ep, 104ep, 114ep, 134ep
  - Lintrac: Lintrac 80, Lintrac 90, Lintrac 100, Lintrac 110, Lintrac 130, Lintrac 75 LS, Lintrac 95 LS, Lintrac 115 LS
- Transportermodelle:
  - Unitrac: 72 P5, 72ep, 92 P5, 102ep,112 LDrive, 122 LDrive